# Luo Ping

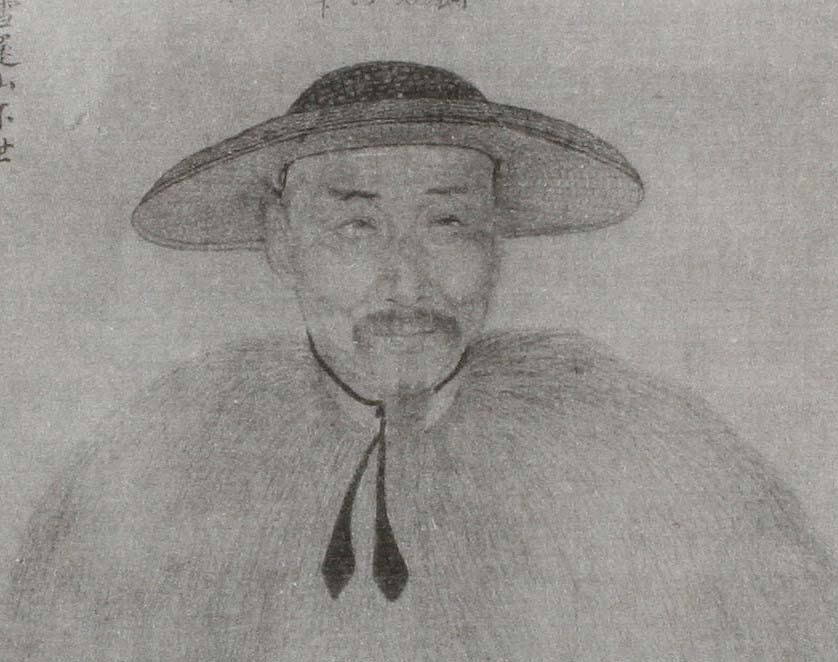
Luo Ping als alter Fischer (unbekannter Künstler, datiert 1780)

Detail aus der Geisterbelustigung

Luo Ping (chinesisch 羅聘 / 罗聘, Pinyin Luó Pìng; * 1733; † 1799) war ein chinesischer Maler der Qing-Dynastie, der in Gan Quan (甘泉, heute Yangzhou) lebte. Sein Großjährigkeitsname war „Verborgener Herr“ (遯夫,  Dùnfu) und seine Pseudonyme „Zwei Gipfel“ (兩峰,  Liǎng Fēng) sowie „Mönch des Blumentempels“ (花之寺僧,  Huā zhi Sì Sēng). Luo Ping erlernte die Malerei unter Jin Nong. Er malte Porträts, buddhistische Motive, Blumen und Landschaften und war der jüngste der so genannten Acht Exzentriker von Yangzhou, die eine freiere Maltechnik entwickelten. Sein berühmtestes Werk ist eine 25 Meter lange Querrolle mit dem Titel Geisterbelustigung.

## Leben und Werk
Luo Ping, dessen Talent als Poet früh erkannt wurde und ihm Zugang zu gehobenen künstlerischen Kreisen seiner Heimatstadt verschaffte, verlor schon im Alter von einem Jahr seine Eltern. Mit 19 Jahren heiratete er die Dichterin und Malerin Fang Wanyi (方婉儀, 1732–1779), mit der er eine Tochter und zwei Söhne hatte, die ebenfalls Künstler wurden. Alle malten Pflaumenblüten, das Familiensymbol. Fünf Jahre nach seiner Heirat lernte er Jin Nong kennen, der zu seinem Lehrer und Mentor wurde. In der zweiten Hälfte seines Lebens besuchte Luo oft Peking, wo seine Werke Aufsehen erregten. Als hingebungsvoller Buddhist malte Luo Ping auch häufig ungewöhnliche Darstellungen von Buddha.
In der Ende der 1760er Jahre fertiggestellten monumentalen Rolle Geisterbelustigung stellte Luo Ping Geister, Kobolde und Gespenster dar, die oft menschliche Züge aufweisen. Luo, der behauptete, selber solche Wesen gesehen zu haben, führte die Rolle stets mit sich und ließ zahlreiche Persönlichkeiten seiner Zeit Kommentare darauf notieren. Die abgebildeten anatomisch korrekten Skelette gehen wahrscheinlich auf den Anatomen Andreas Vesalius zurück, dessen Werk De Humani Corporis Fabrica 1630 in einer chinesischen Ausgabe veröffentlicht wurde.